# Rothschildiana
Rothschildiana är ett släkte av loppor. Rothschildiana ingår i familjen mullvadsloppor.
Kladogram enligt Catalogue of Life:
| Rothschildiana | \| \| Rothschildiana kopsteini \| \| \| \| \| \| Rothschildiana smiti \| \| \| \| |
|                | \| \| Rothschildiana kopsteini \| \| \| \| \| \| Rothschildiana smiti \| \| \| \| |
|                | Rothschildiana kopsteini                                                          |
|                |                                                                                   |
|                | Rothschildiana smiti                                                              |
|                |                                                                                   |